# Wohnhausgruppe Am Dobben
Die  Wohnhausgruppe Am Dobben in Bremen, Stadtteil Östliche Vorstadt, Ortsteil Fesenfeld, Am Dobben/Feldstraße, entstand 1866 bzw. 1871 nach Plänen von Carl Poppe bzw. Gustav Runge. Diese Gebäudegruppe steht seit 1979 unter Bremer Denkmalschutz.

## Geschichte
Die verputzten, vier- bzw. dreigeschossigen Wohnhäuser wurde in der Epoche des Historismus für eine Oberschicht erbaut.

Zum Ensemble gehören die Häuser Am Dobben 

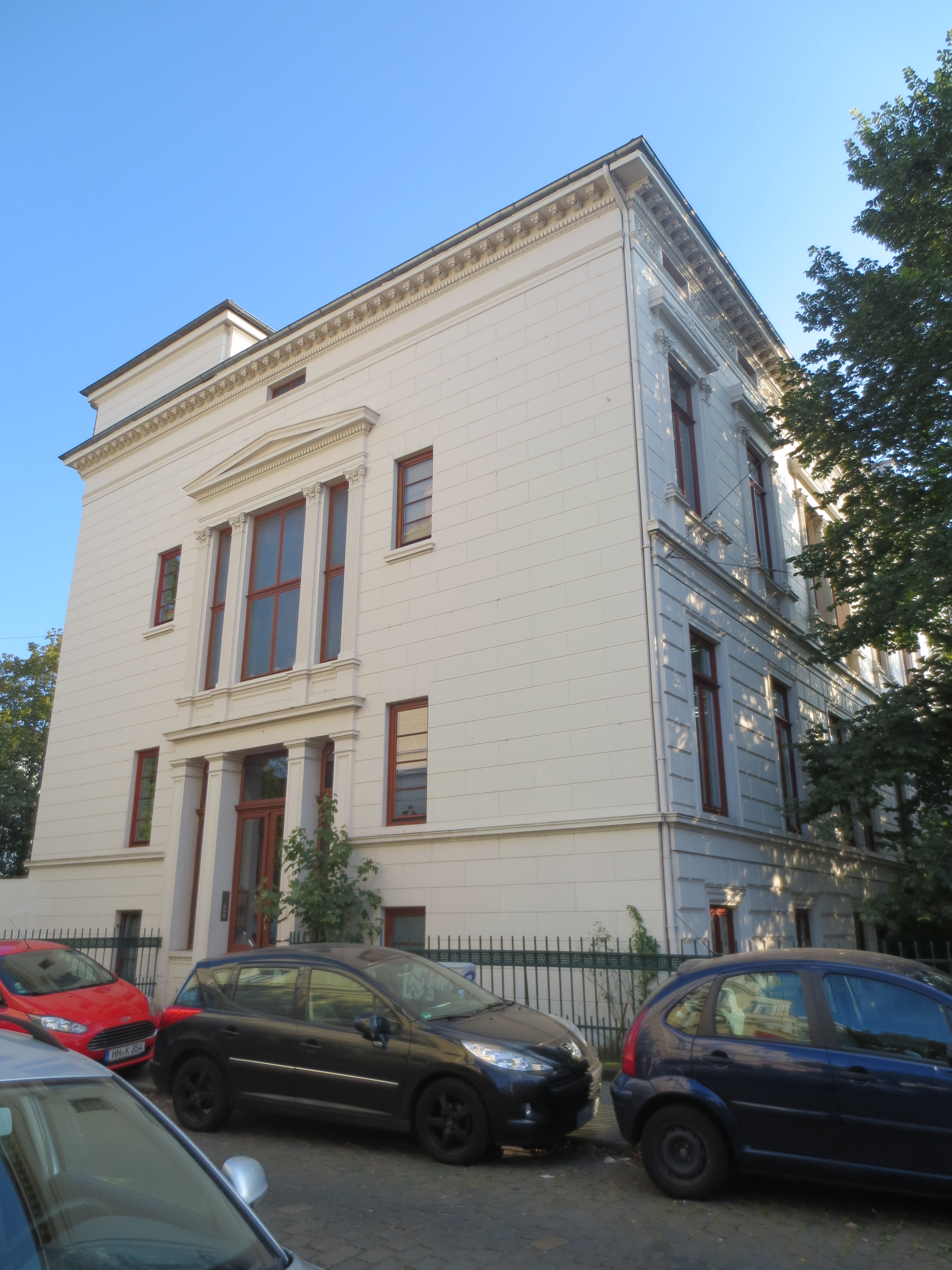
Nr. 114 von 1871/73 für Konsul Justus (Vizekonsul der USA) Gruner nach Plänen von Gustav Runge im Stil der Neorenaissance
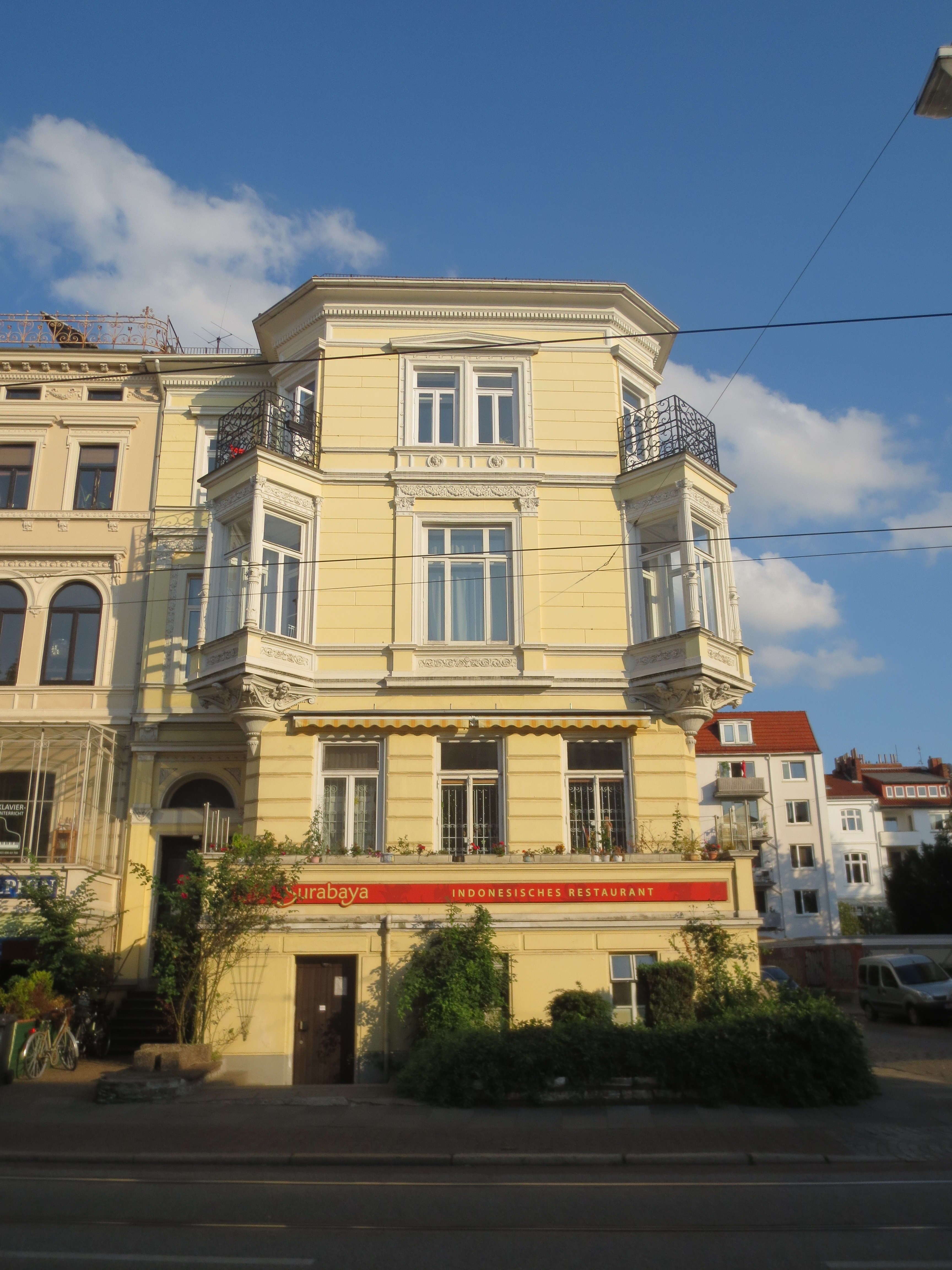
Nr. 117 und 118 von 1866 nach Plänen von Carl Poppe.
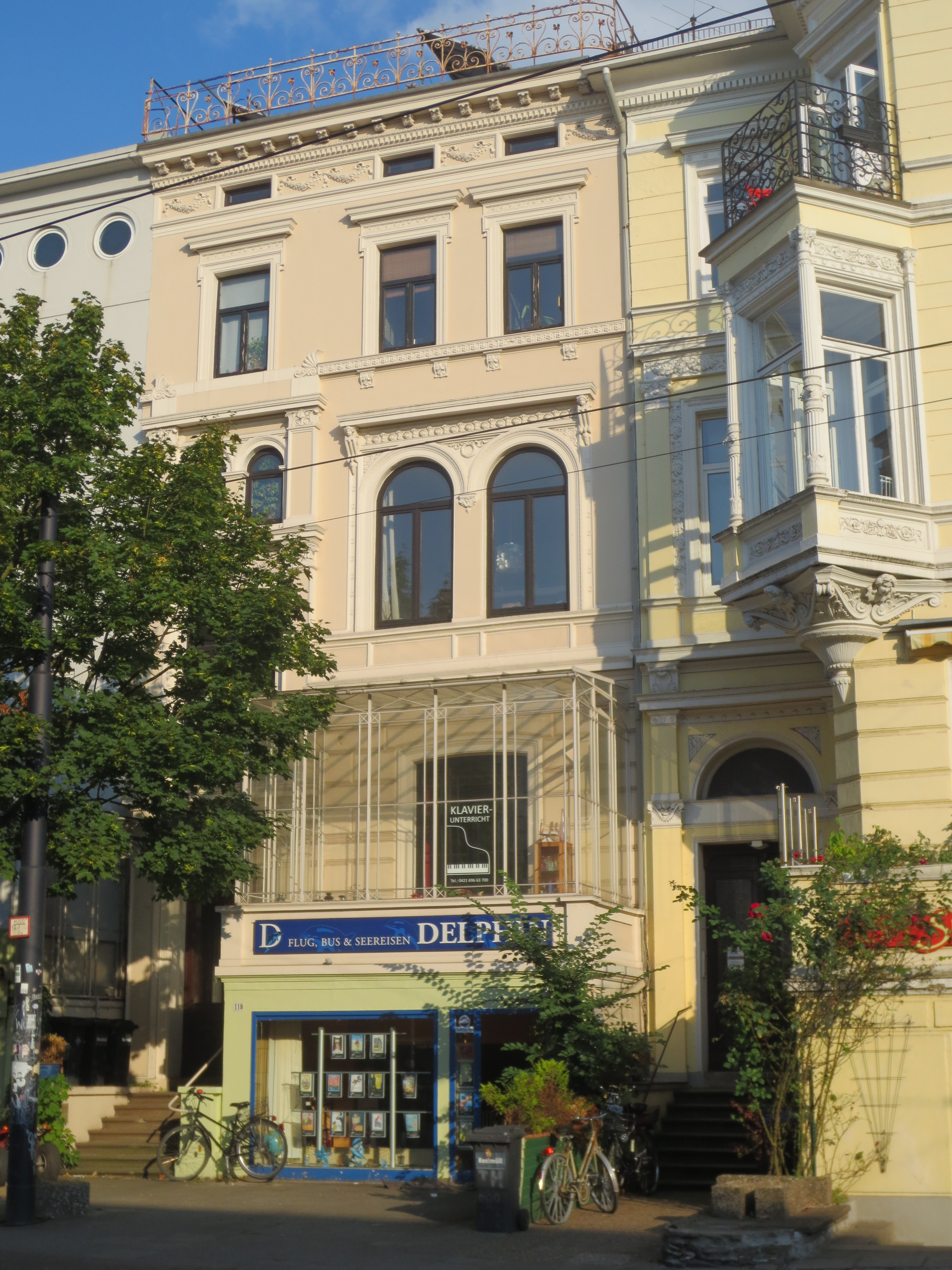
Nr. 118

Das Landesamt für Denkmalpflege Bremen  befand zu Nr. 114: Das Haus „... stellt im Rückgriff auf Elemente italienischer Palastarchitektur in der Nachbarschaft der Bremer Häuser eine Einzelerscheinung dar. Zusammen mit den Häusern Am Dobben 117 und 118 bildet es eine städtebaulich besonders prägnante Eckbebauung.“
Aktuell (2018) werden die Gebäude als Wohn- und Geschäftshäuser mit u. a. einer Gaststätte genutzt.
- Nr. 114
- Nr. 117
- Nr. 118